# Real Time with Bill Maher
Real Time with Bill Maher er et direkte ugentligt amerikansk talkshow, der kører på den amerikanske tv-station HBO. Showets vært, den amerikanske politiske satiriker Bill Maher, inviterer hver uge et antal gæster fra både højre- og venstrefløjen i studiet for at diskutere forskellige emner indenfor politik og medier.

## Format
Real Times format består af en åbningsmonolog fra Maher efterfulgt af et interview med en markant person i mediebilledet, hvorefter debatten begynder med tre panelgæster. I løbet af debatten, ofte efter et komedie-segment, introduceres en ny gæst, som interviewes af Maher og derefter indgår i diskussion med de resterende panelgæster. Showet sluttes af med segmentet "New Rules", hvor Maher præsenterer nye regler, som han synes skal implementeres i pop-kulturen eller i politik.

## Panelgæster
Real Time har i løbet af showets levetid haft besøg af et større antal prominente gæster indenfor politik, medier, religion m.fl.. Bl.a. kan nævnes Michael Moore, Richard Dawkins, Jon Hamm, Christopher Hitchens, Harry Shearer, Rob Reiner, Ayaan Hirsi Ali, Arianna Huffington, Ralph Nader, Tim Robbins, Salman Rushdie, George Clooney, James Carville, Oliver Stone, Jimmy Carter, Bill O'Reilly, Eliot Spitzer, Sean Penn samt utallige andre. 